# Hémocyte
Un hémocyte est une cellule du système immunitaire présente chez les invertébrés, circulant dans l'hémolymphe. Ces cellules immunitaires ont une activité de phagocytose (à l'instar des phagocytes chez les vertébrés). Il existe plusieurs types d'hémocytes : les granulocytes, les plasmatocytes, les lamellocytes et d'autres encore.
Application en écotoxicologie : les hémocytes sont des biomarqueurs chez les bivalves comme la moule, dans la biosurveillance de la qualité des eaux côtières par exemple. En effet, dans ce cadre là nous regardons le pourcentage de viabilité des cellules d'hémocytes chez ces animaux marins pour connaître l'état de santé du système immunitaire et évaluer l'impact de contaminants du milieu sur les organismes vivants.